# Colwell (Iowa)
Colwell es una ciudad situada en el condado de Floyd, en el estado de Iowa, Estados Unidos. Según el censo de 2010 tenía una población de 73 habitantes.

## Geografía
Según la Oficina del Censo de los Estados Unidos, la localidad tiene un área total de 0,48 km², la totalidad de los cuales 0,48 km² corresponden a tierra firme.

## Demografía
Según el censo de 2010, había 73 personas residiendo en la localidad. La densidad de población era de 152,08 hab./km². Había 35 viviendas con una densidad media de 72,92 viviendas/km². El 97,26% de los habitantes eran blancos y el 2,74% pertenecía a dos o más razas. 